# Wytrysk opóźniony
Wytrysk opóźniony, wytrysk późny (łac. eiaculatio retardata) – dysfunkcja seksualna polegająca na pojawieniu się ejakulacji (wytrysku nasienia) po bardzo długim czasie od rozpoczęcia spółkowania (definiowanym jako godzina i więcej).
W warunkach fizjologicznych opóźnienie wytrysku może się pojawiać po wyczerpaniu związanym z dużą liczbą stosunków lub przy działaniu bodźców hamujących wynikających z rozproszenia uwagi. Może się także wiązać z niewielką atrakcyjnością seksualną partnerki/partnera oraz może być wyrazem dysproporcji w budowie narządów płciowych.
Zaburzenie występuje najczęściej z przyczyn psychogennych, nadużywania alkoholu lub stosowania niektórych leków (np. prozac), a także u osób w podeszłym wieku i cierpiących na zaburzenia neurologiczne lub problemy z krążeniem. Opóźnienie wytrysku spotyka się także jako następstwo głębszych urazów i sytuacji konfliktowych oraz w wypadkach istnienia skłonności dewiacyjnych.
Przy różnicowaniu pochodzenia zaburzenia – na tle czynnościowym lub organicznym – może mieć znaczenie jego tempo pojawiania się, stopniowe w chorobach organicznych lub nagłe w zaburzeniach czynnościowych.